# Dimitsana
Dimitsána (Grieks: Δημητσάνα) is een kleine Griekse stad en voormalige gemeente in de Peloponnesos, schilderachtig gelegen in de vallei van de rivier Lousios, in de nomos Arcadia.

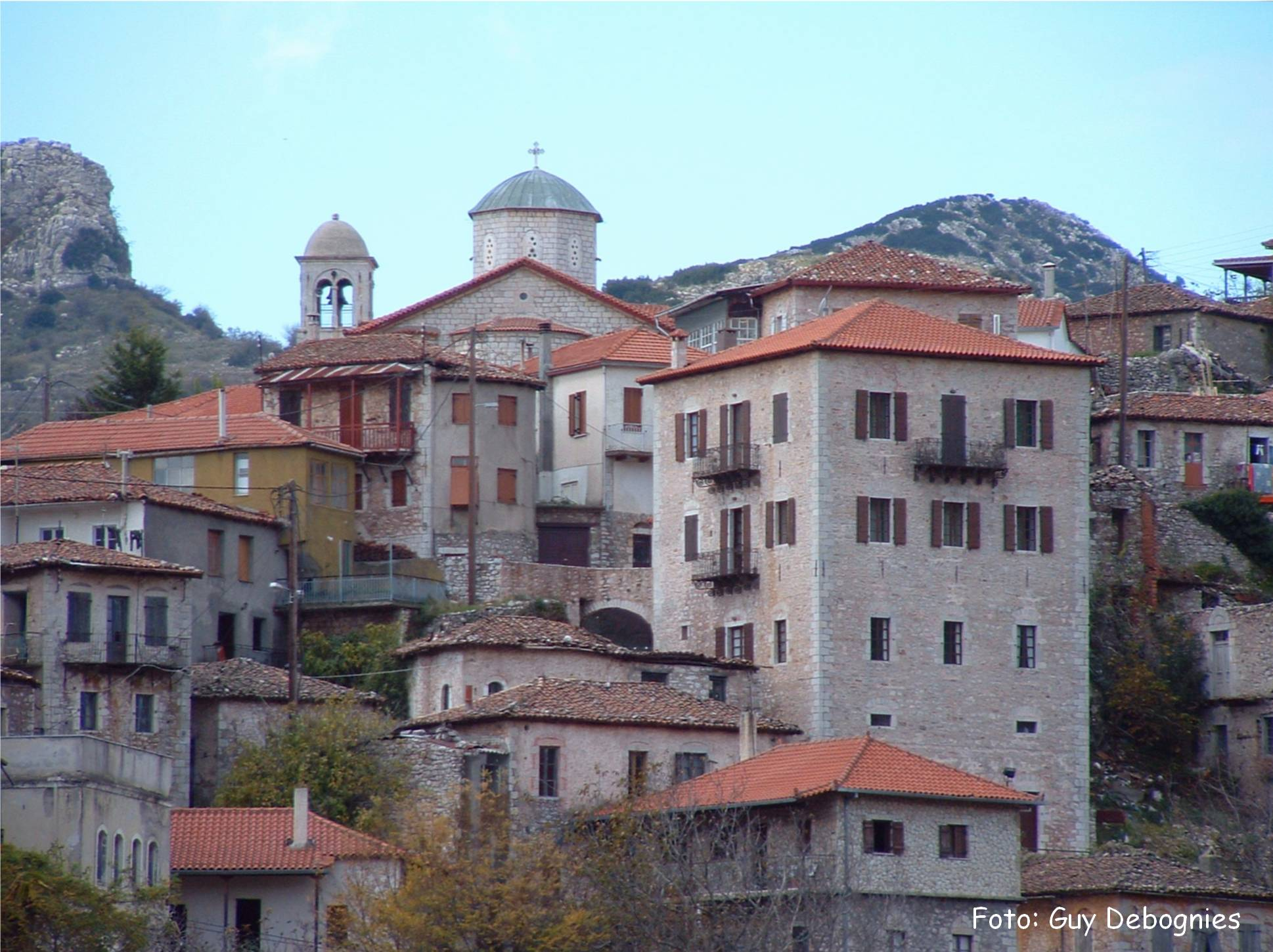
Oude herenhuizen in Dimitsána

 Dimitsana ligt op de plek van de antieke stad Teuthis, waarvan de ontdekkingsreiziger Pausanias vermeldt dat hij ze in 174 na Chr. bezocht. Als we hem mogen geloven was Teuthis belangrijk genoeg om met een eigen contingent deel te nemen aan de Trojaanse Oorlog. De aanvoerder van dat contingent zou zelfs de godin Athena verwond hebben tijdens de gevechten, waarna de godin zich wreekte door het land in de omgeving van Teuthis onvruchtbaar te maken. Volgens het orakel van Dodona zou de vloek pas verdwijnen als de inwoners een beeld van de gewonde Athena zouden oprichten in hun stad. Pausanias beweert dat hij dit beeld heeft gezien. Ook waren er volgens zijn informatie twee tempels in de stad: een voor Artemis en een voor Afrodite. Op het einde van de Oudheid raakte Teuthis in verval en werd verlaten. Van de antieke stad blijven belangrijke muurfragmenten zichtbaar. De (Slavische?) naam Dimitsana is voor het eerst vermeld in een document uit 967, en wordt in verband gebracht met de inval van Slavische stammen in de 6e en 7e eeuw. 

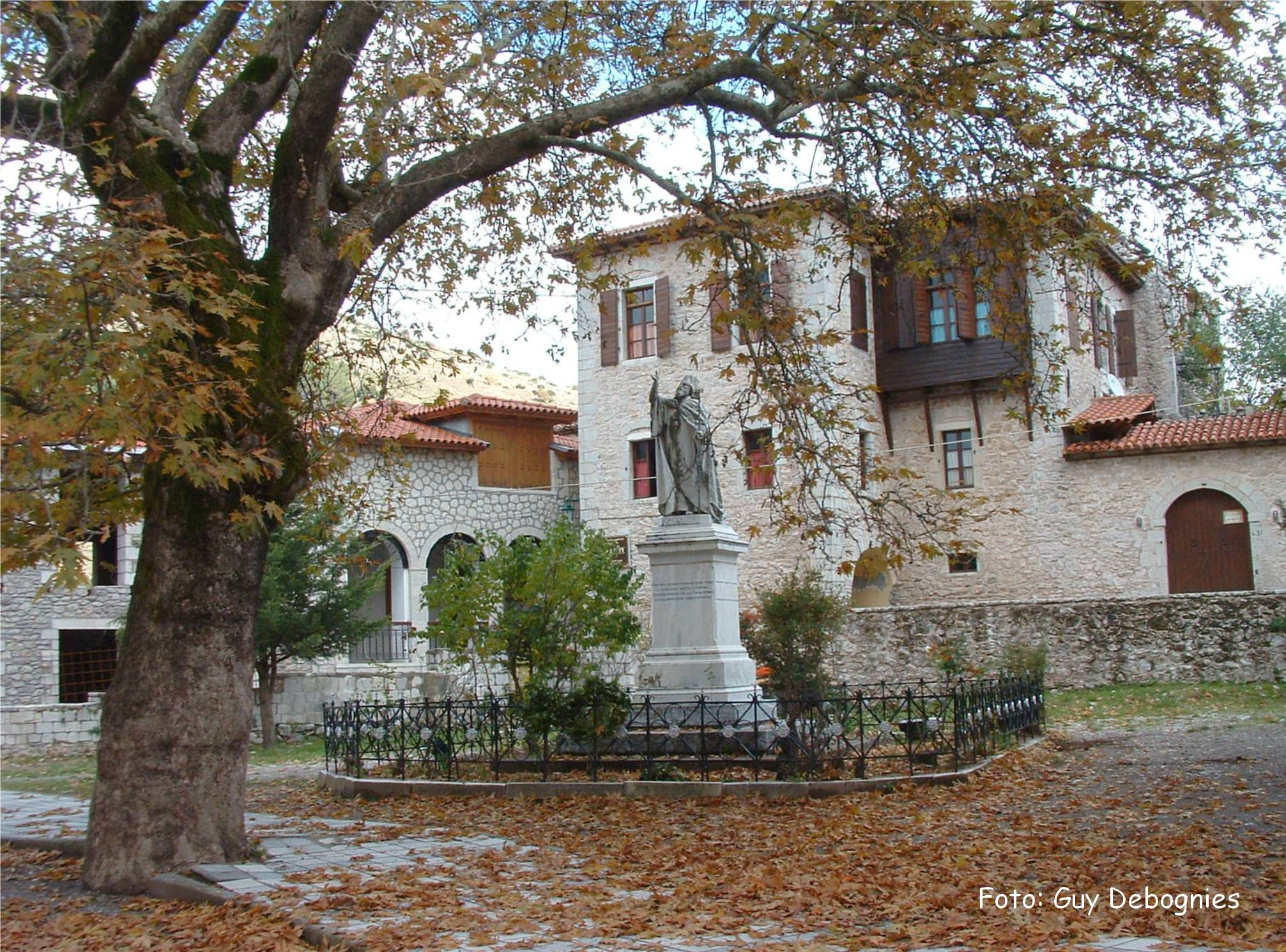
Het standbeeld van patriarch Gregorius V op het marktplein van Dimitsana

De bloeiperiode van Dimitsana begon in de 16e eeuw. Tijdens het Turkse bewind groeide het stadje uit tot een (clandestien) onderwijscentrum. In 1764 werd er een Griekstalige grammaticaschool gesticht, die niet minder dan 70 aartsbisschoppen en 7 patriarchen zou afgeleverd hebben. Twee beroemde geestelijke leiders van de Griekse Onafhankelijkheidsoorlog zagen het levenslicht in Dimitsana en liepen er school: Germanos, aartsbisschop van Patras, die in 1821 het sein tot de opstand gaf in het klooster Agia Lavra te Kalavryta, en Gregorius V, de onfortuinlijke patriarch van Constantinopel, die, toen het nieuws van de opstand de sultan bereikte, als verantwoordelijke voor zijn hele volk aan het balkon van zijn patriarchaat werd opgeknoopt (en in 1921 werd heilig verklaard). Beide geestelijken kregen een standbeeld in hun geboortestad. De dood van de patriarch zette geen domper op het engagement van de inwoners: veertien kruitmolens leverden dagelijks buskruit voor het clandestiene arsenaal van de opstandelingen. 
 Bovendien zijn twee aanzienlijke families, waarvan leden zich in de Onafhankelijkheidsoorlog onderscheiden hebben, de Kolokotronis en de Deligiannis, afkomstig uit de streek rond Dimitsana.
Het moderne Dimitsana valt op door zijn schilderachtige steegjes met soms wel vijf verdiepingen hoge archondiká (= herenhuizen). Bezienswaardig zijn het Museum voor Volkskunde en de gemeentelijke Bibliotheek (met enkele zeldzame en unieke werken).